# 205
Правління Септімія Севера в Римській імперії.
У Китаї править династія Хань, в Індії — Кушанська імперія, у Персії — Парфянське царство.

## Події
- Відбудовано порушений піктами Адріанів вал.
- Правник Емілій Папініан стає преторіанським префектом.

## Народились
- Плотін, філософ-неоплатонік.